# Trendsetter (platform)
De Trendsetter is een ontwerp van een halfafzinkbaar platform van Friede & Goldman. Het bestaat uit twee parallelle pontons met daarop elk twee kolommen met daarop het werkdek. Daarnaast heeft het een grote kolom in het midden met een moonpool waardoor heen geboord wordt. Het ontwerp was de opvolger van de succesvolle Pacesetter.

## Trendsetter-serie
| Naam               | Werf        | Jaar | IMO-nummer |
| ------------------ | ----------- | ---- | ---------- |
| Zane Barnes        | IHI, 1015   | 1986 | 8755780    |
| Spirit of Columbus | Fincantieri | 1995 | 8916566    |